# Bluey (série de televisão)
Bluey é uma série de televisão infantil australiana criada por Joe Brumm, produzida pela Ludo Studio e transmitida desde 20 de abril de 2020 na ABC Kids. A série foi encomendada em conjunto pela Australian Broadcasting Corporation e pela British Broadcasting Corporation, com a BBC tendo direitos de distribuição e marketing em todo o mundo. A série é transmitida no Reino Unido pela CBeebies e internacionalmente pela Disney Junior e Disney +.
Bluey tem recebido uma audiência consistentemente alta na Austrália, tanto em transmissão de televisão quanto em serviços de vídeo sob demanda. Influenciou o desenvolvimento de mercadorias e um show com seus personagens. O programa ganhou três prêmios Logie de programa infantil mais destacado, um prêmio Emmy Kids internacional em 2019 e um prêmio Peabody em 2024. Foi elogiado por críticos de televisão por retratar uma vida familiar cotidiana moderna, mensagens construtivas para os pais e o papel de Bandit como uma figura paterna positiva.

## História e Enredo
A série é inspirada na cidade de Brisbane e segue Bluey, uma filhote antropomórfica de sete anos de idade, Boiadeiro-australiano, caracterizado por sua abundância de energia, imaginação e curiosidade. A cadela mora com seu pai, Bandit; mãe, Chilli; e sua irmã mais nova, Bingo, que se junta regularmente a Bluey em aventuras que incorporam um jogo imaginativo. Os principais temas incluem ênfase na família australiana, desenvolvimento e cultura, todos os personagens retratam uma raça específica de cachorro.[carece de fontes?]

## Personagens

### Protagonistas
- Bluey Heeler, uma filhote de Blue Heeler de seis anos. Ela é curiosa e enérgica.
- Bingo Heeler, a irmã mais nova de quatro anos de Bluey, um filhote de cachorro Red Heeler.
- Bandit Heeler / Pai, (dublado por David McCormack),[3] o pai Blue Heeler de Bluey e Bingo, que é um arqueólogo.[4]
- Chilli Heeler / Mãe, (dublado por Melanie Zanetti),[5] a mãe Red Heeler de Bluey e Bingo, que trabalha a tempo parcial em segurança aeroportuária.[4]

### Recorrentes
- Muffin Heeler, uma blue heeler de três anos que é prima de Bingo e Bluey.

- Socks Heeler, prima de um ano de Bluey e Bingo e irmã de Muffin.

- Chloe, uma dálmata gentil e que é a melhor amiga de Bluey.

- Lucky, um labrador retriever enérgico que é o vizinho de Bluey. Ele adora esportes e brincar com seu pai.

- Honey, uma beagle atenciosa que é amiga de Bluey. Ela às vezes é tímida e requer incentivo para participar plenamente.
- Jean-Luc, um labrador que Bluey conhece em um acampamento de férias e com quem desenvolve uma amizade verdadeira.

- Mackenzie, um border collie aventureiro que é amigo de Bluey da escola e originalmente da Nova Zelândia.

- Coco, uma poodle rosa amiga de Bluey. Ela às vezes fica impaciente ao jogar.

- Snickers, um dachshund amigo de Bluey. Ele tem interesse em ciências.

- Jack, um animado jack russell terrier com problemas de déficit de atenção.

- Rusty, um kelpie australiano do mato, cujo pai está no exército.

- Indy, um galgo afegão imaginativo e de fala livre.
- Buddy, um pug amigo de Bingo.

## Elenco
A série apresenta David McCormack, da banda Custard, como a voz do pai de Bluey, Bandit. Ele foi inicialmente abordado para ler o que ele presumiu que seriam apenas "algumas linhas", mas acabou dando voz a Bandit durante todo o piloto. McCormack realiza seu trabalho de voz para a série remotamente em Sydney, que depois é enviada para a produtora em Brisbane. Ele afirmou que não ouve nenhum outro dublador nem vê imagens durante a gravação, e que não altera sua própria voz para produzir o diálogo de Bandit. Melanie Zanetti faz a voz da mãe de Bluey, Chilli; ela se interessou pela série depois de ler o roteiro do piloto.
A mãe de Brumm, Chris Brumm, dá voz a Nana Heeler, a avó das protagonistas. Enquanto seu irmão mais novo, Dan Brumm, dá voz ao Tio Stripe, além de trabalhar como designer de som na série. Os personagens infantis da série, incluindo Bluey e Bingo, são dublados por algumas das crianças da equipe de produção do programa.

## Trilha sonora
Joff Bush é o principal compositor de Bluey, escrevendo ele mesmo metade da trilha sonora e liderando um grupo de compositores adicionais, incluindo David Barber. Bush se formou no Conservatório de Queensland, onde conheceu Pearson, e antes de Bluey, trabalhou em séries como The Family Law e Australian Survivor. Bush afirmou que cada episódio tem seu estilo musical único e gosta de se envolver nos episódios à medida que são roteirizados. Instrumentos ao vivo são tocados regularmente nas gravações. Cada episódio de Bluey é pontuado individualmente, uma decisão tomada por Brumm, que se inspirou nas composições originais de Charlie e Lola enquanto trabalhava na série no Reino Unido. A música clássica é usada regularmente em todo o sublinhado, com peças como "Ode to Joy" de Beethoven e "Rondo Alla Turca (da Sonata No. 11)" de Mozart sendo interpretadas por compositores. Um movimento de The Planets, de Gustav Holst, é apresentado com destaque no episódio "Sleepytime". Megan Washington, que dá voz a Calypso, regravou sua música "Lazarus Drug" do álbum Batflowers para aparecer com destaque na cena final de "The Sign".

## Jogo Eletrônico
Um videojogo oficial baseado na série foi anunciado em setembro de 2023. O jogo de exploração conta com quatro histórias, várias localizações e brincadeiras já conhecidas pelos espectadores e ainda um modo de multiplayer local. Bluey: The Videogame, foi lançado a 17 de novembro de 2023 para os consoles PlayStation 4, PlayStation 5, Nintendo Switch, Xbox One, Xbox Series S|X e para PC.